# Patrik Johancsik
Patrik Johancsik (* 9. května 1990, Dunajská Streda) je slovenský fotbalový útočník, od července 2013 působí v FC Stadlau.

## Fotbalová kariéra
Svoji fotbalovou kariéru začal v FC Hubice. Mezi jeho další angažmá patří: Akademie Jozefa Vengloše, FK Inter Bratislava, FC Petržalka 1898, MFK Topoľčany, FK Dukla Banská Bystrica, DAC 1904 Dunajská Streda a FC Stadlau.